# Hoxtolgay
Hoxtolgay ou Heshituoluogai (en oïrate : χoʃ tolɣæ [litt. « les sommets jumeaux »] ; en mandarin : 和什托洛盖镇 ; en pinyin : Héshítuōluògài Zhèn ; en ouïghour : Хоштолгай) est une ville située dans le xian autonome mongol de Hoboksar, dans la Région autonome ouïghoure du Xinjiang, en République populaire de Chine. Elle compte environ 22 000 habitants.

## Géographie
Située en Dzoungarie, la ville d'Hoxtolgay se trouve aux coordonnées 46° 31′ 15″ N, 85° 59′ 51″ E (46.5207°, 85.99754°), à environ 320 km au nord d'Ürümqi, la capitale administrative du Xinjiang. Elle s'étend sur 6 684 km2.
Hoxtolgay se trouve dans le désert du Gurbantünggüt, à environ 45 km du pôle eurasien d'inaccessibilité (46° 16,8′ N, 86° 40,2′ E) ; de ce fait, elle peut être décrite comme la ville la plus éloignée de toute côte sur Terre. Elle se situe en effet à 2 646 km des côtes de l'océan Arctique et à une distance similaire des côtes du golfe du Bengale et de la mer d'Arabie.

### Climat
Le climat d'Hoxtolgay est de type désertique froid. La température moyenne annuelle y est de 9 °C. Le mois de juillet est le plus chaud (avec une température moyenne de 30 °C) et janvier est le mois le plus froid (avec −18 °C). Les précipitations s'élèvent en moyenne à 174 mm/an ; le mois le plus pluvieux est celui de juillet (avec 35 mm de précipitations en moyenne), tandis que janvier est le mois le plus sec (7 mm de précipitations en moyenne).
| Mois                              | jan. | fév. | mars | avril | mai | juin | jui. | août | sep. | oct. | nov. | déc. |
| --------------------------------- | ---- | ---- | ---- | ----- | --- | ---- | ---- | ---- | ---- | ---- | ---- | ---- |
| Température minimale moyenne (°C) | −22  | −18  | −8   | 2     | 12  | 17   | 18   | 15   | 11   | 2    | −6   | −19  |
| Température maximale moyenne (°C) | −13  | −9   | 8    | 27    | 38  | 41   | 41   | 41   | 31   | 21   | 6    | −10  |
| Précipitations (mm)               | 7    | 10   | 11   | 9     | 8   | 24   | 35   | 22   | 14   | 16   | 8    | 10   |

| Diagramme climatique                                  |         |       |      |       |        |        |        |        |       |      |          |
| J                                                     | F       | M     | A    | M     | J      | J      | A      | S      | O     | N    | D        |
| −13−227                                               | −9−1810 | 8−811 | 2729 | 38128 | 411724 | 411835 | 411522 | 311114 | 21216 | 6−68 | −10−1910 |
| Moyennes : • Temp. maxi et mini °C • Précipitation mm |         |       |      |       |        |        |        |        |       |      |          |

## Démographie
D'après les administrations locales, Hoxtolgay compte environ 22 000 habitants, dont 8 426 résidents urbains (domiciliés dans la ville-même), 4 914 résidents ruraux (domiciliés dans les localités périphériques administrées par la ville), 4 950 membres des forces armées et 3 650 résidents temporaires (dont la résidence principale n'est pas située à Hoxtolgay).

## Politique et administration
Hoxtolgay est subdivisée en 14 communautés résidentielles.

## Économie
Les environs d'Hoxtolgay sont riches en ressources minérales : en dehors du pétrole et du charbon, on y trouve du sel, du calcaire, du cristal et de la bentonite. Les réserves de charbon de la région sont estimées à 30 milliards de tonnes.

## Transports
Hoxtolgay est traversée par la route nationale chinoise 217 (en) et possède une gare desservie par la ligne de Kyutun à Beitun (en). Le train de passagers reliant reliant Ürümqi-Ouest à Beitun y fait halte quotidiennement.